# Helicobia neglecta
Helicobia neglecta är en tvåvingeart som beskrevs av Guilherme A.M.Lopes 1946. Helicobia neglecta ingår i släktet Helicobia och familjen köttflugor. Inga underarter finns listade i Catalogue of Life.